# Marcus Junius Silanus (consul en 46)
Pour les articles homonymes, voir Junius Silanus.
Marcus Junius Silanus (14 - 54) est consul en 46, avec Decimus Valerius Asiaticus pour collègue, et proconsul d'Asie en 54.
Selon Pline l'ancien, il nait l'année même où meurt l'empereur Auguste.
Il est tué à l'instigation d'Agrippine la jeune au lendemain de l'avènement de Néron. Sa mort fut la « première du nouveau principat ». Il fut empoisonné « au cours d'un repas », comme le sera Britannicus.
Ce meurtre est préparé par les intrigues d'Agrippine, à l'insu de Néron. Silanus ne semble pas avoir provoqué son malheur par la violence de son caractère : c'était un homme sans énergie et tellement méprisé par les autres princes que Caligula l'appelait toujours la brebis d'or. Mais Agrippine, qui avait fait périr Lucius Junius Silanus, craignait la vengeance de son frère. La voix publique ne cessait de répéter qu'il fallait préférer à Néron, à peine sorti de l'enfance et parvenu à l'empire par un crime, un Romain irréprochable, d'un âge mûr, d'un nom illustre et du sang des Césars, ce qu'alors on considérait. Or Silanus était arrière-petit-fils d'Auguste : ce fut la cause de sa mort. P. Celer, un chevalier romain, et l'affranchi Hélius, tous deux préposés aux domaines du prince en Asie, furent les instruments du crime.
D'une femme inconnue il eut Lucius Junius Silanus Torquatus le jeune (50 - 66), mis à mort par ordre de Néron.